# Emerson Bromo-Seltzer Tower
Emerson Tower a menudo referenciada como Emerson Bromo-Seltzer Tower o Bromo Tower es una torre del reloj de 88 m erigida entre 1907 y 1911 en 21 South Eutaw Street, en la esquina noreste de las calles Eutaw y West Lombard en el centro de la ciudad de Baltimore, la más poblada de Maryland (Estados Unidos). Fue el edificio más alto de la ciudad desde 1911 hasta 1923, hasta que fue superada por el edificio Citizens National Bank (más tarde First National Bank of Maryland, luego ocupado por MECU o Municipal Employees Credit Union) en la esquina sureste de las calles Light y Redwood. Fue diseñado por el arquitecto local Joseph Evans Sperry para el inventor de Bromo-Seltzer (remedio para el dolor de cabeza) Isaac Edward Emerson.
Durante años estuvo rodeada por Emerson Drug Company y formaba parte de ella, con su oficina central y planta de fabricación de tabletas carbonatadas para aliviar el dolor de cabeza o en polvo Bromo-Seltzer. Más tarde, el edificio de Emerson a su alrededor fue arrasado y reemplazado por la actual estación de bomberos John Steadman del Departamento de Bomberos de la ciudad de Baltimore para servir al lado oeste del centro de la ciudad. La estación Steadman combinó varias compañías de camiones y motores anteriores en diferentes estaciones de bomberos en el lado oeste del centro. Construida en el estilo brutalista de hormigón vertido, la estación tiene líneas que hacen eco de la torre superviviente hacia el sur y el oeste.

## Historia
Fue el edificio más alto de Baltimore desde 1911 hasta 1923. El diseño de la torre junto con el edificio original de la fábrica en su base se inspiró en el Palazzo Vecchio en Florencia que fue visto por Emerson durante una gira por Europa en 1900. Henry Adams completó la ingeniería de sistemas para el diseño original del edificio. La fábrica fue demolida en 1969 y reemplazada por una estación de bomberos.
El edificio cuenta con cuatro caras de reloj que adornan el piso 15 de la torre en los lados norte, sur, este y oeste. Instalados por Seth Thomas Clock Company a un costo original de 3965 dólares, están hechos de vidrio blanco translúcido y tienen las letras BROMO SELTZER, con los números romanos menos prominentes. Los diales, que se iluminan por la noche con luces LED, tienen 7,3 m de diámetro, y las manecillas de minutos y horas tienen 3,7 y 3 m de longitud. Una vez finalizada, la Torre Bromo Seltzer contó con el reloj de cuatro esferas impulsado por gravedad más grande del mundo. Originalmente diseñado para ser impulsado por peso, se electrificó en 1975 y se restauró a la unidad de peso original en 2017. La palabra BROMO se lee en el sentido de las agujas del reloj y SELTZER en el sentido contrario, lo que da como resultado que las letras se ubiquen en las siguientes posiciones:
- B-10
- R-11
- O-12
- M-1
- O-2
- S-9
- E-8
- L-7
- T-6
- Z-5
- E-4
- R-3

La torre originalmente tenía una Botella de Bromo-Seltzer de 15,5 m, azul brillante y giratoria. Pesaba 18,1 toneladas, estaba revestido con 314 luces iluminadas y tenía una corona que se podía ver a más de 30 km de distancia. La botella se retiró en 1936 debido a problemas estructurales.
La torre fue prácticamente abandonada en 2002, pero a principios de 2007 la Oficina de Promoción y Artes de Baltimore y los filántropos Eddie y Sylvia Brown trabajaron para transformar la estructura en estudios de artistas. La torre de artes Bromo Seltzer es ahora el hogar de una variedad de artistas creativos, escritores, videógrafos, fotógrafos, poetas y más. A lo largo del día, los artistas reciben a los invitados en sus estudios para ver y comprar obras de arte originales. La estación de bomberos John F. Steadman del Departamento de Bomberos de Baltimore, que abrió en 1973 y está situada en la base de la torre, alberga BCFD Hazmat 1, Airflex 1, Medic1, Medic 23, MAC23, Engine 23, Rescue 1 y anteriormente Truck 2.
El Museo de Historia Bromo Seltzer abrió sus puertas en 2015 con una colección de botellas de Bromo Seltzer y material efímero de marketing de Emerson Drug Company. Maryland Glass Room se agregó en 2017 para exhibir la colección de botellas de vidrio azul cobalto fabricadas por The Maryland Glass Corporation, propiedad de Isaac Emerson.
La torre Emerson Bromo-Seltzer se incluyó en el Registro Nacional de Lugares Históricos en 1973.  Está incluido dentro del Área de Patrimonio Nacional de Baltimore.